# جزر الشعار

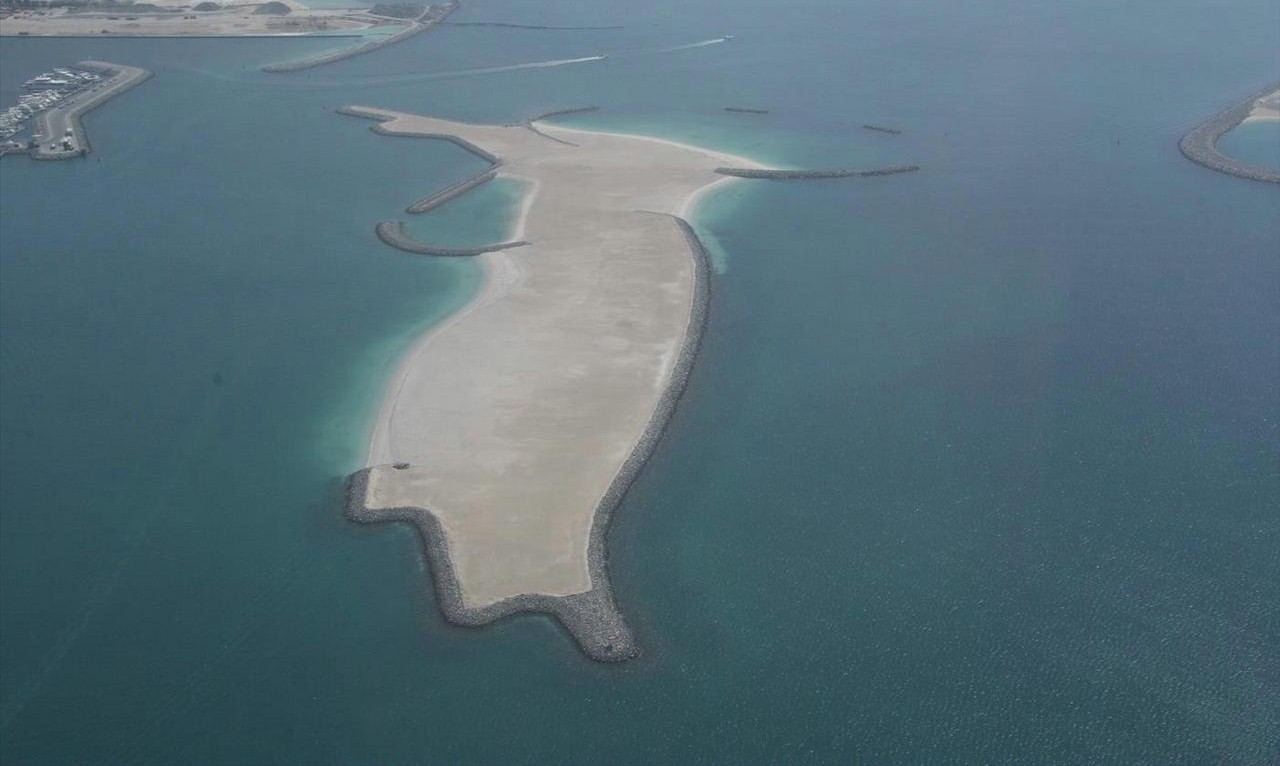
واحدة من الجزر

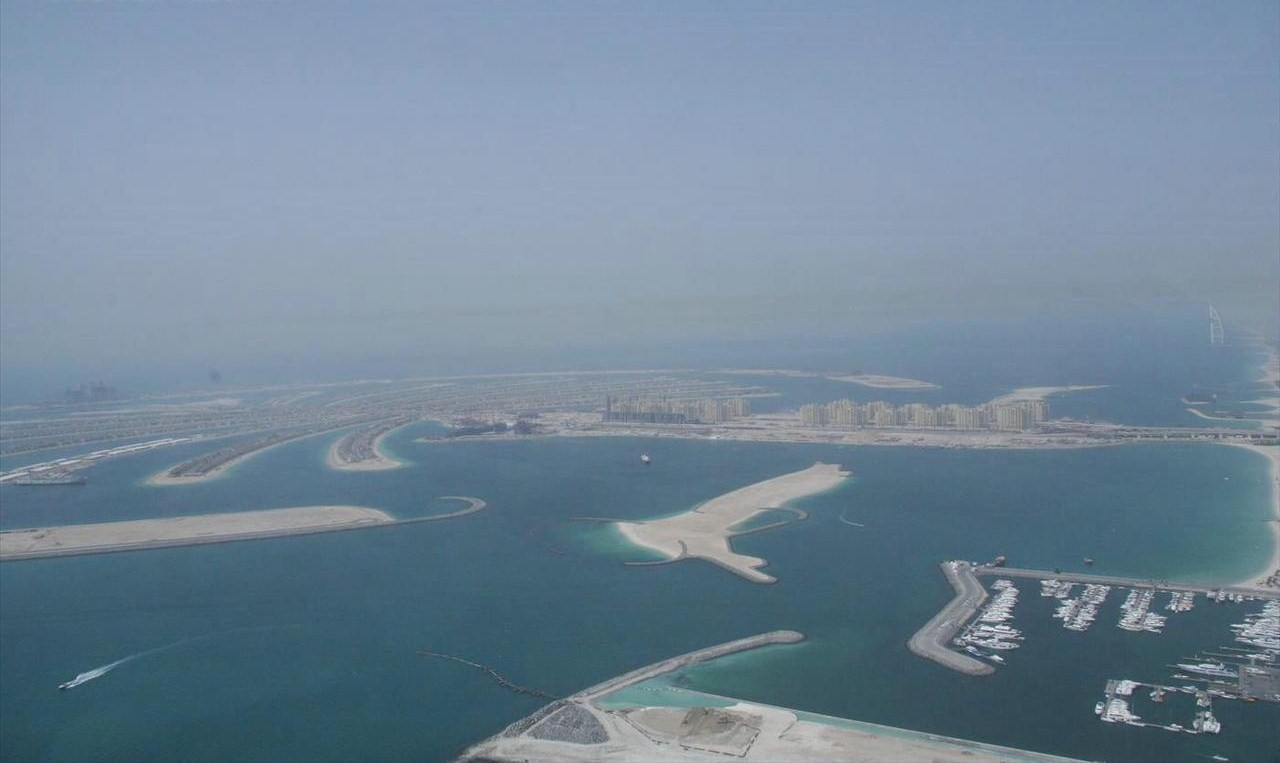
الجزيرة من جانب آخر عام 2007

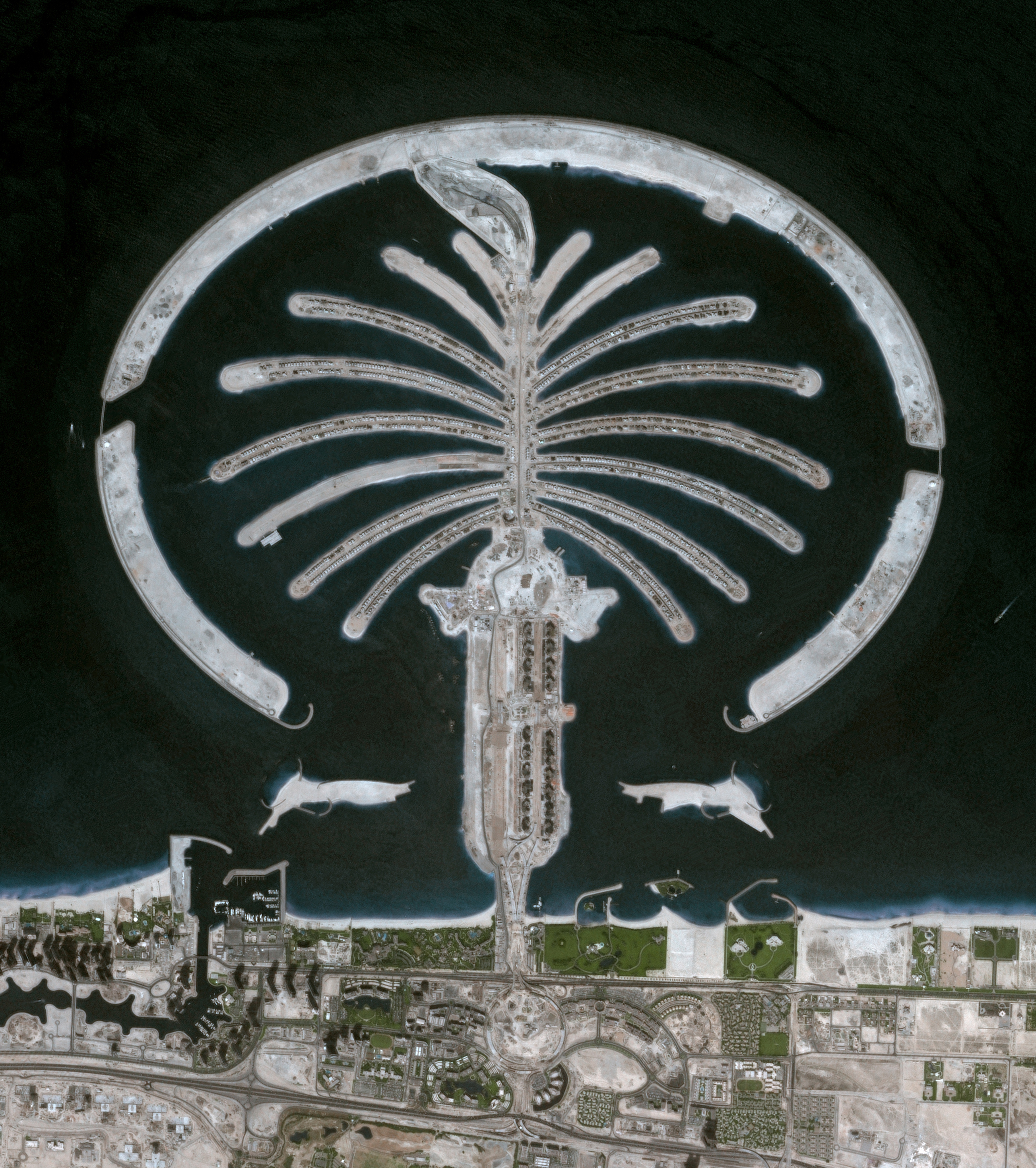
موقع جزر الشعار اسفل دائرة نخلة جميرا

جزر لوجو أو جزيرة الشعار هما جزيرتان اصطناعيتان متطابقتان بنيتا على شكل ورقة نخيل. وقد بنيت الجزيرتان باستخدام 4.9 مليون قدم مكعب من الرمال. ثم جرت إعادة تطويرهما وأطلق عليهما اسم دبي هاربور، والذي تبلغ مساحته 20 مليون قدم مربع / 195 هكتار.

## الاستحواذ
استحوذت شركة إعمار العقارية على مساحة 10 مليون قدم مربع وتم تطوير مجتمع إعمار بيتشفرونت الجديد المكون من 24 برج. على الجانب الآخر من ميناء دبي، قام مطور آخر في دبي بتطوير أكبر محطة للرحلات البحرية في منطقة الشرق الأوسط وشمال أفريقيا.
كشفت إمارة دبي عن وضع خطط لبناء أكبر مرفأ لليخوت في منطقة الشرق الأوسط وشمال أفريقيا والذي يحمل اسم "دبي هاربور". و من أبرز المعالم التي يتضمنها مشروع دبي هاربور، والذي يعد وجهة بحرية سياحية جديدة في دبي؛ منارة "دبي لايت هاوس" الشاهقة الارتفاع.

## المشاريع
ظهرت عدد من المشاريع في جزر النخيل ضمن دبي هاربور منها:
- 9 مشاريع في إعمار بيتشفرونت
- مشروع واحد في داماك باي
- مشروع واحد في داماك باي 2.
- مشروع واحد في شوبا سيهافن
- مشروع واحد في سكاي كرست كوليكشن
- مشروع واحد في دبي هاربر ريزيدنس
- مشروع واحد في دبليو ريزيدنسز دبي هاربور

## روابط خارجية
- Realestate.theemiratesnetwork.com
- نحن نعرف دبي.كوم

25°06′54″N 55°09′22″E / 25.115°N 55.156°E